# Ingo Wegener
Ingo Wegener (Bremen, 4 de diciembre de 1950-Bielefeld, 26 de noviembre de 2008) fue un influyente informático teórico alemán.

## Premios y honores
Por sus méritos en la enseñanza e investigación en el campo de las ciencias de la computación teórica, recibió en 2006 la medalla Konrad Zuse por parte de la sociedad alemana ciencias de la computación, la «Gesellschaft für Informatik».